# Рихард Даре
Рихард Даре (на немски: Richard Darré) е германски политик, министър на храната на Райха в кабинета на Хитлер от 1933 до 1942 г. Сред идеолозите на теорията за „кръвта и почвата“. Той е високопоставен функционер в СС и 7-ият по власт командир в организацията.

## Ранен живот
Даре е роден в Белграно, квартал на Буенос Айрес, в Аржентина в семейство на германец Рихард Оскар Даре (10 март 1854 г. – 20 февруари 1929 г.) и Емилия Берта Елеоноре (23 юли 1872 г. – 20 юли 1936 г.). Баща му се премества в Аржентина през 1888 г. като партньор на германски международен търговец на едро Engelbert Hardt & Co. Въпреки че бракът на родителите му не е щастлив (Рихард Даре си спомня баща си като алкохолик и женкар), те водят успешен живот и обучават децата си частен път, докато не бъдат принудени да се завърнат в Германия, в резултат на влошаването на международните отношения през годините, предхождащи Първата световна война. Даре придобива знания по четири езика: испански, немски, английски и френски.
Родителите на Даре го изпращат в Германия на 9 години, за да посещава училище в Хайделберг. През 1911 г. посещава училище King's College в Уимбълдън. Останалата част от семейството се завръща в Германия през 1912 г. Служи през Първата световна война и е ранен леко.
Когато приключва войната, той възнамерява да се завърне в Аржентина за земеделски живот, но отслабващото финансово състояние на семейството през годините на инфлацията прави това невъзможно. Вместо това той се завръща във Витенхаузен, за да продължи обучението си. После получава неплатена работа като помощник в областта на земеделието в Померания: наблюдението му за лечение на завръщащи се германски войници там влияе върху по-късните му трудове.
През 1922 г. се премества в Университета в Хале, за да продължи обучението си. Завършва специалност „Земеделие“, специализирана в животновъдството. Той не завършва докторантурата си до 1929 г. на сравнително зряла възраст 34 години. През тези години прекарва известно време в Източна Прусия и Финландия.
Жени се два пъти. През 1922 г. сключва брак с Алма Шайд. Развежда се с Алма през 1927 г. и впоследствие се жени за Шарлот Фрейнин фон Витхойтоф-Шел. От първия си брак има две дъщери.

## Политически живот
Като млад мъж в Германия Даре първоначално се присъединява към Артаманската лига, младежка фьолкиш група, която се ангажира с движението „назад към земята“. В този контекст той започва да развива идеята за връзката между бъдещето на скандинавската раса и почвата – тенденцията, която се нарича „Blut und Boden“. Тук „Blut“ (кръвта) представлява раса или родословие, докато „Boden“ изразява понятията за почва, територия или земя. Същността на теорията включва взаимната и дългосрочна връзка между хората и земята, която заемат и култивират.
Първата политическа статия на Даре (1926) обсъжда вътрешната колонизация и спори против Германия, опитвайки се да възвърне изгубените колонии в Африка. По-голямата част от неговата работа по това време обаче се концентрира върху техническите аспекти на животновъдството. Той написва първата си книга „Das Bauerntum als Lebensquell der nordischen Rasse“ („Селското стопанство като жизнен източник на нордическата раса“) през 1928 г. Тя твърди, че германските ферми някога са били давани на един син, най-силния, осигуряващ най-доброто от земеделските производители, но разделеното наследство е унищожило това. Даре иска възстановяване на древната традиция, както и сериозни усилия за възстановяване на чистотата на нордическата кръв, включително унищожаване на болните и нечистите.

## В нацистката партия
През юли 1930 г., след като Пол Шулце-Наумбург го запознава с Адолф Хитлер, Даре се присъединява към нацистката партия и СС. Номерът му в НСДАП е 248 256, а неговият СС номер е 6882. Даре продължава да бъде активен нацистки Райхслайтер и да създава аграрна политическа апаратура, за да наеме фермерите в партията. Даре вижда три основни роли за този апарат: да използва размириците в провинцията като оръжие срещу градското правителство; да спечели селяните като твърди нацистки поддръжници; да спечели избирателен район на хора, които биха могли да бъдат използвани като заселници, за да изместят славяните в бъдещи завоевания на изток. Германският историк Клаус Хилдебранд описва Даре заедно с Химлер и Алфред Розенберг като един от лидерите на „аграрната“ фракция в НСДАП, която защитава антииндустриалната и антиградска „кръвна и почвена“ идеология, разширяването в Източна Европа, за „жизнено пространство“, съюз с Великобритания срещу Съветския съюз, и твърда опозиция за възстановяването на германската колониална империя отпреди 1914 г. Аграрната фракция смята, че империализмът на кайзера Вилхелм отвежда Германия в грешната посока, като е колонизирал земи, които са били неподходящи за масова колонизация от германски заселници и несъзнателно са се противопоставяли на Великобритания. Урокът, който нацистките „земеделци“ взимат от Втория Райх е, че Германия трябва да ограничи амбициите си до континента на Европа, за да спечели съюз с Великобритания и земя, подходяща за германска колонизация. На 1 януари 1932 г. Райхсфюрер-СС Химлер го назначава за началник на новосъздадената Главна служба за раси и селища, расистка и антисемитска организация. Даре получава ранг СС-Обергрупенфюрер. Това е отдел, който изпълнява расова политика и се занимава с расовата чистота на членовете на СС.
По време на президентските избори през 1932 г. Даре участва в кампания на антисемитски тормоз срещу кандидата на консервативната Германска народна партия Теодор Дюстерберг, който е внук на евреин, приел лутеранството. Дюстерберг е толкова засегнат от нападенията на Даре, че го предизвиква на дуел – предизвикателство, което Даре отказва на основанията, че е под нивото му да се бие с човек с „еврейска кръв“.
Скоро след като нацистите идват на власт през 1933 г., Даре първоначално е изключен от кабинета. Въпреки това, през юни 1933 г., малко след като нацистите завладяват всички ключови постове в държавата, той става министър на храните и селското стопанство в Райха, след като Алфред Хугенберг подава оставка. Даре е един от малкото нацистки министри, които добре познават своята област. Той участва в създаването на нацистката корпорация Reichsnährstand като част от процеса Глайхшалтунг. Даре кампанира за големите земевладелци да се разделят с част от земята си, за да създадат нови ферми и да популяризират спорния Reichserbhofgesetz. Той също така преобразява повечето от малките стопанства на страната в наследствени имоти, които трябва да бъдат прехвърлени от баща на син по силата на древните закони на принудата. Макар че това защитава дребни фермери от възбрана и много други съвременни финансови проблеми, то също ги свързва и техните потомци в почвата до края на времето.
Разработва план за „Rasse und Raum“ („раса и пространство“ или територия), който предоставя идеологическия контекст за нацистката експанзивна политика от името на „Drang nach Osten“ („Движение на изток“). В „Mein Kampf“ е изложена теорията за „жизнено пространство“. Даре силно повлиява на Химлер в целта му да създаде германска расова аристокрация въз основа на селективно размножаване. Нацистката политика на евгеника ще доведе до унищожаването на милиони не-германци.
Даре трябва да подаде оставка като министър на Райха през 1942 г., привидно по здравословни причини, и е наследен от държавния секретар Херберт Баке.

## След войната
През 1945 г. американските власти арестуват Даре във Флак-Казерне Лудвигсбург и го изправя в Нюрнбергските процеси като един от 21 обвиняеми в процеса на министерствата, известен също като „Вилхелмщрасе“ (1947 – 1949 г.).
Той е обвинен в:
- I: участие в планирането, подготовката, инициирането и воденето на войни от агресия и нахлуване в други страни. Намерен за невинен.
- II: заговор за извършване на престъпления против мира и престъпления срещу човечеството: отхвърлено, съдът установява, че няма доказателства.
- IV: престъпления срещу човечеството, свързани с престъпления, извършени срещу германски граждани от 1933 до 1939 г. Отхвърлено по аргументите на защитник.
- V: жестокости и престъпления, извършени срещу цивилно население между 1938 и 1945 г. Намерен за виновен.
- VI: разграбване. Намерен за виновен.
- VII: робски труд. Намерен за невинен.
- VIII: членство в престъпни организации. Намерен за виновен.

Даре е осъден на 7 години в затвора Ландсберг. Въпреки това е освободен през 1950 г. и прекарва последните си години в Бад Харцбург. Умира в болница в Мюнхен, на 5 септември 1953 г. от рак на черния дроб. Даре е погребан в Гослар.